# 6150 Нойкум
6150 Нойкум (6150 Neukum) — астероїд головного поясу, відкритий 16 березня 1980 року.
Тіссеранів параметр щодо Юпітера — 3,187.